# Bsanqul
Bsanqul (tiếng Ả Rập: بسنقول) là một ngôi làng Syria nằm ở Muhambal Nahiyah ở huyện Ariha, Idlib. Theo Cục Thống kê Trung ương Syria (CBS), Bsanqul có dân số 2883 trong cuộc điều tra dân số năm 2004.